# Hoani
Hoani (auch Kavé-Hoani) ist ein Dorf auf der komorischen Insel Mohéli. Es gehört zur Gemeinde Moimbassa in der Präfektur Fomboni.

## Geografie
Hoani ist eins der nördlichsten Dörfer auf Mohéli und liegt etwa 80 Kilometer Luftlinie von der komorischen Hauptstadt Moroni und etwa 8 Kilometer von der Hauptstadt Mohélis, Fomboni, entfernt. Das Dorf liegt direkt am Indischen Ozean bei der Mündung des Flusses Mro oua Bouéni. Zum hügeligen Umland gehören die Hügel Hakodini im Südwesten und Chongodjoua im Südosten. Südlich von Hoani beginnt das generell bergige Inland Mohélis mit Sekundärwäldern und Resten primärer Regenwälder. Eine zu Hoani gehörende Siedlung einen Kilometer flussaufwärts nennt man Ngamaroumbo, die Siedlung auf der Westseite des Mro oua Bouéni heißt Gnambo Yamaoré.

## Klima
In Hoani herrscht tropisches Klima, es wächst Wald um Hoani. Die Jahresdurchschnittstemperatur in Hoani beträgt 22 °C. Der wärmste Monat ist der April, wo die Durchschnittstemperatur 24 °C beträgt. Der kälteste Monat ist Januar bei 21 °C. Der durchschnittliche Jahresniederschlag beträgt 1243 Millimeter. Der regnerischste Monat ist Februar mit einem Durchschnitt von 236 mm Niederschlag und der trockenste Monat ist August mit 4 mm Niederschlag.

## Verkehr
Von Hoani verläuft eine Verbindungsstraße nach Fomboni und Domoni.